# Interregne
Interregne és una interrupció en la normal successió dels monarques, com els reis, papes o emperadors.

## Successió hereditària, Interregne i Seu Vacant
En les monarquies la forma habitual per evitar el buit de poder entre els monarques és reglamentar una successió hereditària, de manera que abans que es produeixi la finalització del temps del primer monarca (normalment per defunció) existeix un hereu, un successor ja establert. Així, per exemple, en el Regne Unit, un interregne és generalment evitat a causa d'una regla descrita com El Rei ha mort, visca el Rei, és a dir, l'hereu al tron ascendeix a ser nou monarca immediatament a la mort o l'abdicació del seu predecessor; aquesta frase descriu la continuïtat del poder sobirà.
D'aquesta manera, es considera que el regnat de cada monarca comença a la defunció o abdicació del seu predecessor, previ a la seva coronació.
En determinades monarquies, entre la finalització del temps d'un monarca i l'elevació del següent es produeix d'ordinari una vacància en el lloc, existint jurídicament un substitut temporal del monarca.
Això es produeix entre la defunció o renúncia vàlida d'un Papa i l'elecció del següent pel Conclave; fins llavors el govern de l'Església el dirigeix el Camarlenc.
En la Mancomunitat de Polònia i Lituània, fins a l'elecció del nou rei el govern l'exercia l'interrex, càrrec exercit per l'arquebisbe de Gniezno.
En el Sacre Imperi Romanogermànic, si no havia estat triat prèviament un Rei dels Romans, fins a l'elecció el govern l'exercien dos vicaris imperials: el comte palatí del Rin i el duc de Saxònia.
Per contra, quan la vacància del tron no és un període legalment reconegut previ a l'elecció del monarca, sinó que és una situació irregular fruit de les circumstàncies històriques, llavors la denominació és interregne.
I en aquests casos, el regnat comença des de la data de l'elecció del monarca, malgrat que, segons l'ordenament de cada país, no puguin exercir com a monarques fins a la seva coronació, proclamació o jurament.

## Períodes històrics d'interregne
Alguns períodes històrics d'interregne són:
- Interregne dels ducs llombards: Regne llombard (575-585).
- El Gran Interregne: Sacre Imperi Romanogermànic (1256-1273). Després de la mort de Guillem d'Holanda, el 1257 es va produir una doble elecció imperial.
- La successió de Climent IV (1268-1271)
- La successió d'Alexandre III d'Escòcia: Primer interregne (1286-1292), Segon interregne (1296-1306).
- L'interregne danès (1332-1340). Quan el país va ser hipotecat als comtes de Holstein.
- La successió de Ferran I de Portugal (1383-1385).
- La successió de Baiacet I de l'Imperi Otomà (1402-1413).
- Interregne catalanoaragonès (1410-1412). Entre la defunció de Martí l'humà i la proclamació de Ferran I.
- Rússia (1598-1613), entre la fi de la dinastia Ruríkida i Romanov.
- L'interregne anglès (1649-1660), des de l'execució de Carles I; i l'interregne escocès (1652-1660), des de l'Acta d'Unió fins a la restauració de Carles II.
- Revolució Gloriosa (1688). Després de la fugida de Jacob II i el reconeixement de Guillem III i de Maria II com a sobirans a Anglaterra i Escòcia.
- Sexenni Democràtic a Espanya (1868-1870; 1873-1874). Després del derrocament d'Isabel II i l'adveniment d'Alfons XII. Amb un breu regnat d'Amadeu I (1870-1873).
- Dictadura franquista a Espanya. Després de la proclamació del país com a regne el 1947 fins que el 1975 el rei Joan Carles I assumeix la prefectura de l'estat.